# Evangélikus Hittudományi Egyetem
Az Evangélikus Hittudományi Egyetem (röviden: EHE) a Magyarországi Evangélikus Egyház lelkész- munkatárs- és tanárképző egyeteme, Magyarország egyetlen evangélikus felsőoktatási intézménye. Az Egyetem első jogelődének az 1557-ben alapított soproni latin iskolát tekinti (a soproni Berzsenyi Dániel Evangélikus Líceummal együtt).
1892-ben önállóvá vált és Soproni Evangélikus Teológiai Főiskolaként működött, majd a pécsi székhelyű Magyar Királyi Erzsébet Tudományegyetem (ma Pécsi Tudományegyetem) evangélikus teológiai karává vált – bár továbbra is Sopronban működött. 1923-tól folytat egyetemi szintű lelkészképzést.
1951 és 1998 között Evangélikus Teológiai Akadémia néven folytatta működését, immáron Budapesten. 1998. január 1-je óta Evangélikus Hittudományi Egyetem az intézmény hivatalos neve. Állami akkreditációjára 1998 decemberében került sor, így államilag finanszírozott, nem állami egyetemnek minősül. Az intézmény részeként könyvtár és kollégium is működik.

## Feladatai
- az egyetemi szintű evangélikus lelkészképzés
- a felsőfokú hittantanár- és hitoktatóképzés
- az anyanyelvi, idegen nyelvi és szaknyelvi ismeretek bővítése
- a magyar és az egyetemes kultúra fejlesztése
- a teológia tudományos művelése
- a teológiai doktori képzés és habilitáció
- a teológiai oklevéllel rendelkezők posztgraduális továbbképzése.

## Képzések
Az egyetemen működő akkreditált alapszakok:
- kántor
- katekéta-lelkipásztori munkatárs

Az egyetemen működő akkreditált osztatlan képzések:
- osztatlan tanári
- teológia [teológus-lelkész]

Az egyetemen működő akkreditált mesterszakok:
- hittanár-nevelőtanár
- teológia

Az egyetemen működő doktori iskola:
- Hittudományi Doktori Iskola

## Rektorok
- 2023– Korányi András
- 2018–2023 Csepregi Zoltán
- 2010–2018 Szabó Lajos
- 2006–2010 Csepregi Zoltán
- 1998–2006 Szabó Lajos
- 1992–1998 Reuss András

## Tanszékek
- Ószövetségi Teológiai Tanszék
- Újszövetségi Teológiai Tanszék
- Egyháztörténeti Tanszék
- Rendszeres Teológiai Tanszék
- Gyakorlati Teológiai Tanszék
- Vallás- és Társadalomtudományi Tanszék
- Egyházzenei Tanszék

## Külső hivatkozások
- Az Evangélikus Hittudományi Egyetem honlapja